# 30269 Anandapadmanaban
30269 Anandapadmanaban este un asteroid din centura principală de asteroizi.

## Descriere
30269 Anandapadmanaban este un asteroid din centura principală de asteroizi. A fost descoperit pe 29 aprilie 2000 la Socorro, New Mexico, în cadrul proiectului LINEAR. Asteroidul prezintă o orbită caracterizată de o semiaxă mare de 2,37 ua, o excentricitate de 0,14 și o înclinație de 2,9° în raport cu ecliptica.